# Jen Halley
Jennifer "Jen" Halley (Vancouver, 1971) is een Canadese actrice.

## Filmografie
- Kits These Days (2014) als onbekende rol
- Red Riding Hood (2011) als Marguerite
- The Search for Santa Paws (2010) als Mother Shopper
- Battlestar Galactica (2005-2009) als Diana "Hardball" Seelix
- Supernatural (2008) als Demon Waitress
- Sarah in the Dark (2008) als Sarah
- Intelligence (2007) als Helena
- The Long Weekend (2005) als Hot Mourner
- Perfect Romance (2004) als Sports Bar woman
- Tru Calling (2004) als Elise Davies
- The Chris Isaak Show (2001-2004) als Brie
- Wolf Lake (2001) als Maureen
- Stargate SG-1 (2001) als luitenant Tolinev
- Lunch with Charles (2001) als Diner Waitress
- Limp (1999) als Casey